# Stanisław Mikołaj Mazur
Stanisław Mikołaj Mazur (ur. 1955) – polski profesor nauk rolniczych. Specjalizuje się w zagadnieniach z zakresu fitopatologii i ochrony roślin. Wykładowca i profesor nadzwyczajny w Katedrze Botaniki, Fizjologii i Ochrony Roślin Wydziału Biotechnologii i Ogrodnictwa Uniwersytetu Rolniczego im. Hugona Kołłątaja w Krakowie a w przeszłości także w Katedrze Przedsiębiorczości i Kształtowania Terenów Zieleni na Wydziale Przedsiębiorczości Wyższej Szkoły Inżynieryjno-Ekonomicznej w Rzeszowie. Sekretarz Polskiego Towarzystwa Nauk Ogrodniczych.

## Życiorys
Doktoryzował się w 1990 roku na Akademii Rolniczej w Krakowie pisząc pracę zatytułowaną Choroby grzybowe czosnku pospolitego (Allium sativum L.) i próby chemicznego ich zwalczania. Habilitację uzyskał w 1997 roku na tej samej uczelni na podstawie rozprawy pt. Grzyby środowiska uprawnego czosnku pospolitego /Allium sativum L./ i ich wpływ na zdrowotność cebul w zależności od zmianowania.
Tytuł profesora nauk rolniczych nadano mu w 2004 roku.  W latach 2008-2012 pełnił funkcję prodziekana, a w latach 2012-2020 dziekana Wydziału Ogrodniczego (obecnie Wydziału Biotechnologii i Ogrodnictwa) Uniwersytetu Rolniczego im. Hugona Kołłątaja w Krakowie. Dorobek naukowy obejmuje ponad 200 publikacji, z czego połowę stanowią oryginalne prace. Jest również autorem wielu ekspertyz i opracowań zastrzeżonych. Jest także współautorem Encyklopedii Biologicznej, do której opracował hasła z zakresu fitopatologii. Członek Polskiego Towarzystwa Nauk Ogrodniczych, w którym przez wiele lat pełnił funkcję sekretarza Zarządu Głównego. Jest także członkiem Polskiego Towarzystwa Fitopatologicznego, w którym pełni funkcję przewodniczącego oddziału w Krakowie.